# Cratere Turpin
Turpin è un cratere sulla superficie di Giapeto.